# Agalychnis taylori
Agalychnis taylori, comúnmente conocida como rana arbórea de ojos rojos o rana de hoja de Taylor, es una especie de anfibios de la familia Phyllomedusidae. 
Fue descrita originalmente como una subespecie de Agalychnis callidryas en 1957. En 1967 la especie fue considerada sinónima de Agalychnis callidryas por Savage y Heyer. En 2019, se elevó a especie, basándose en datos morfológicos. 

## Hábitat
A.Taylori aparece en tierras bajas húmedas del centro-oeste de Honduras, Guatemala, Belice, Oaxaca y el sur de Veracruz en México.
Estos organismos tienden a huir a los pantanos durante su temporada de apareamiento (temporada húmeda). Durante las estaciones secas tienden a habitar árboles del dosel en el bosque primario.

## Reproducción
El proceso de apareamiento de A. taylori incluye la lucha del macho con otro macho por la hembra. El último macho que quede en pie se enganchará entonces a la espalda de la hembra. La hembra buscará entonces una hoja donde depositará uno a uno sus huevos mientras el macho los fertiliza.

## Dieta
La dieta de A. Taylori consiste en insectos como dípteros, celíferos y mosquitos de la familia Culicidae. Capturan y comen estos insectos durante la noche. Su dieta de insectos ayuda a prevenir la sobrepoblación de mosquitos y otros parásitos.